# Philereme britannica
Philereme britannica là một loài bướm đêm trong họ Geometridae.